# أينشتاين-2001
```
كويكب أينشتاين 2001 هو كويكب تم اكتشافه في عام 1973
[
2
]
 ويقع في نطاق المنطقة الأوغل في 
حزام الكويكبات
 وتم تسميته مؤقتًا ب 1973 إي بي، ويبلغ قطره حوالي 5 كيلو متر، وتم اكتشافه من قبل العالم السويسري 
بول وايلد
 في المرصد السويسري بمدينة زيميروالد السويسرية.
[
7
]
```

## المدار والتصنيف
هو كويكب من النوع أكس ويصنف نوعيًا نوع أكس إي (Xe)، وهو نوع له طيف ذو امتصاص موجي متوسط واسع حوالي 0.49، كما أنه من عائلة هنغاريا والتي تشكل الجالنب الأكثر كثافة من الكويكبات في النظام الشمسي، ويدور حول الشمس في الحزام الرئيسي لفجوة كيركوود علي مسافة تقدر ب17.2 وحدة فلكية مرة واحدة كل عامين وثمانية أشهر (982 يومًا) بانحرافية 0.1 وزاوية ميل 23° مع مراعاة المسار.

## القطر والبيضاوية
وفقًا لمستكشف الأشعة الحمراء عريض المجال الخاص بوكالة ناسا الفضائية الأمريكية فتم ملاحظة قطر الكويكب وتقديره بحوالي 4 كيلو متر مع بيضاوية طفيفة في سطحه تقدر بحوالي 0.81 ولذلك تم تعيينه وتصنيفه كويكب من النوع إي، وباستخدام مستكشف آخر تم تعيين بيضاوية سطحه بـ0.4 وتباعًا فإن قطره تم تعيينه بحوالي 5.7 كيلو متر حيث أنه بزايدة البيضاوية السطحية يقل القطر والعكس صحيح.

## فترة التناوب
تم الحصول علي العديد من المنحنيات الضوئية باستخدام مراصد القياس الفلكية، وكان أول منحني ضوئي حصل عليه عالم الفضاء الأمريكي بريان وارنر في مرصده الفضائي الخاص في مدينة كولورادو وتم تعيين فترته التناوبية وفقًا لما حصل عليه من منحني ضوئي ب5.487 ساعة بتغير ضوئي 0.66 في المقدار ، وبين عامي 2008 وعام 2012 تم الحصول علي ثلاثة منحنيات ضوئية تعطي مقدارًا متطابقًا للفترة التناوبية بطول موجي 0.67 و 0.74 و 1.02. وتم الحصول علي قراءات اخري وفقًا لالمركز الوطني للدراسات الفضائية من قبل العالم هانوس والتي تقول أن الفترة التناوبية حوالي 5.48.

## التسمية
تم تسمية هذا الكويكب تيمنًا باسم العالم الألماني السويسري ألبرت أينشتاين (1879–1955) تشريفًا وتكريمًا له علي ما قدمه للعالم من علم ونظريات حيث أنه كان من المناسب أن يتم تسمية الجسيم المستكشف في مدينة بيرن تيمنًا يالعالم الذي حصل علي جائزة نوبل في عام 1921 بعد أن قضي سنواته الشبابية في مدينة بيرن نفسها حيث كان موظفًا في مكتب براءات الاختراع هناك.

## روابط خارجية
- The Palmer Divide Observatory: Tour given by Brian Warner على يوتيوب (time 4:03 min.)
- Lightcurve plot of 2001 Einstein, Palmer Divide Observatory, أندرو سي. بيكر (2012)
- Asteroid Lightcurve Database (LCDB), query form (info)
- Dictionary of Minor Planet Names, Google books
- Asteroids and comets rotation curves, CdR – Observatoire de Genève, Raoul Behrend
- Discovery Circumstances: Numbered Minor Planets (1)-(5000) – Minor Planet Center
- أينشتاين-2001 في قاعدة بيانات مختبر الدفع النفاث لأجرام النظام الشمسي الصغيرة

- الاكتشاف · مخطط المدار ·  العناصر المدارية · المعلمات المادية

قالب:قائمة الكواكب الصغيرة: 2001–3000